# Pellegrino di Mariano

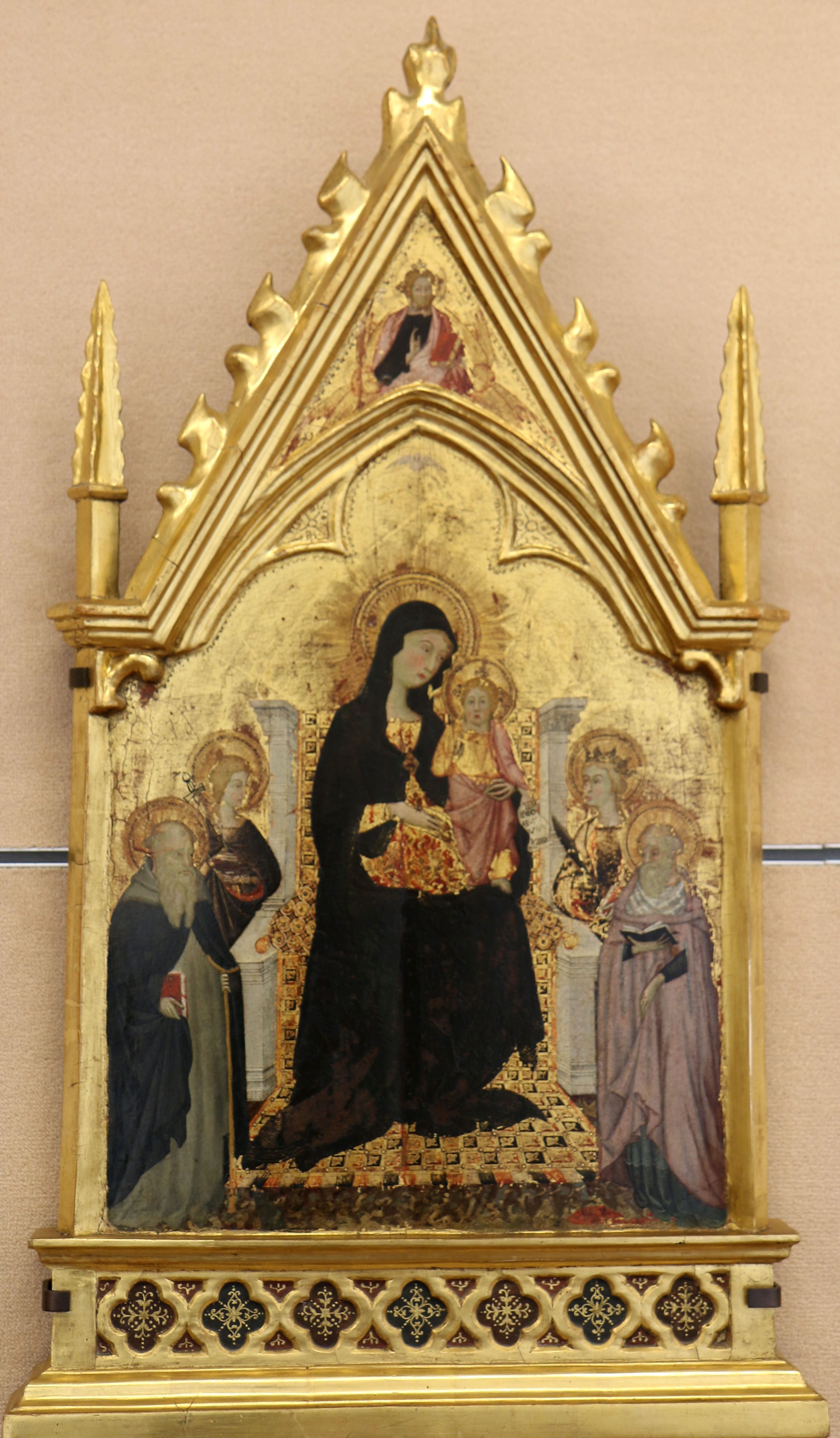
Altarbild, Musée du Petit Palais d’Avignon

Pellegrino di Mariano (bekannt als Rossini) ist ein italienischer Maler und Buchmaler aus der Sieneser Schule, der von 1449 bis zum Jahr seines Todes 1492 in Siena gearbeitet hat.

## Leben und Werk
Er arbeitete mit Liberale da Verona und Francesco Rosselli zusammen, um Antiphonale zu illuminieren, die in der Piccolomini-Bibliothek im Dom von Siena ausgestellt sind.
Neben der Buchmalerei befasste er sich auch mit der Malerei auf Tafelbildern. So war er auch einer der Maler der sogenannten Tavoletta di Biccherna, der Tafelbilder von Biccherna, Siena.

### Die Tafelbilder von Biccherna
- Jungfrau mit Kind (1460–1470), Privatsammlung
- Madonna und zwei Engel, Privatsammlung
- Thronende Jungfrau mit Kind, mit dem Heiligen Johannes und Bernhard von Siena (von einer Kreuzigung überragt), Brooks Museum of Art, Memphis.[1]
- Christus im Grab mit Weinenden, Diözese-Museum Siena.[2]
- Jungfrau mit Kind und 4 Heiligen, Altarbild 69 × 37 cm, Musée du Petit Palais d’Avignon.
- Tavoletta di Biccherna (1455), Verkündigung mit den Heiligen Bernhard und Papst Kalixt III., mit Kindern die gegen die Türken beten, 43 × 31 cm, Archivio di Stato, Siena, Inventar-Nr. 47[3]
- Jungfrau mit Kind zwischen dem Heiligen Johannes des Täufers und Franz von Assisi, Musée des Beaux-Arts de Lyon, Inventar-Nr. H 983.

## Bildergalerie

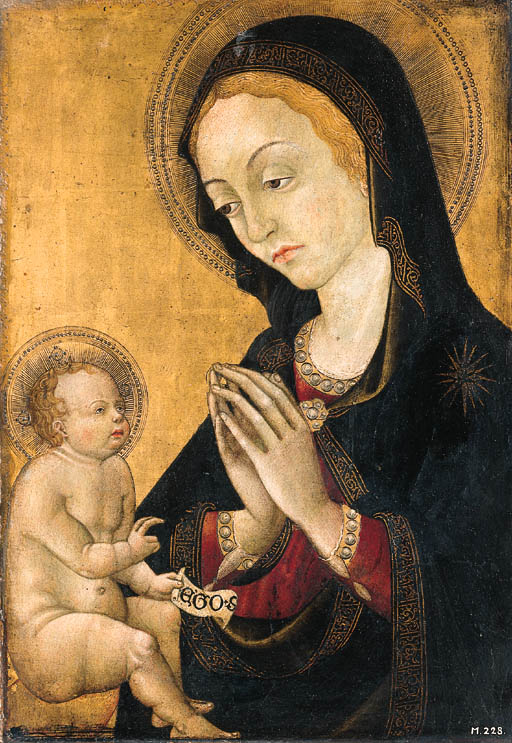
Jungfrau mit Kind
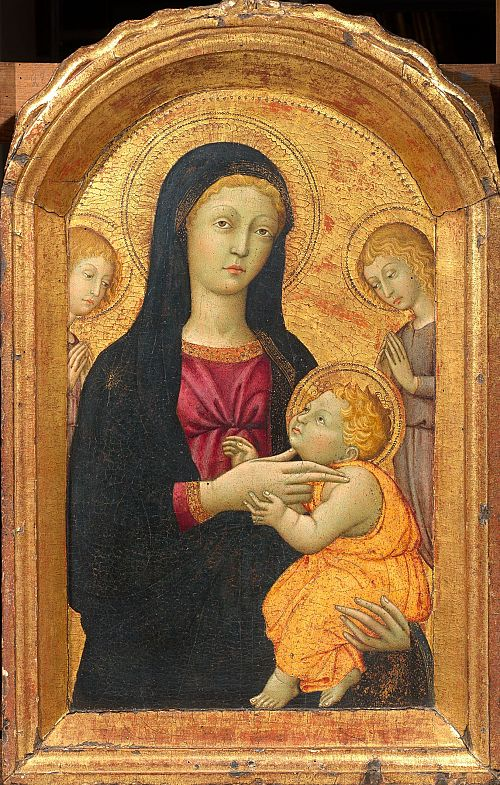
Madonna und zwei Engel
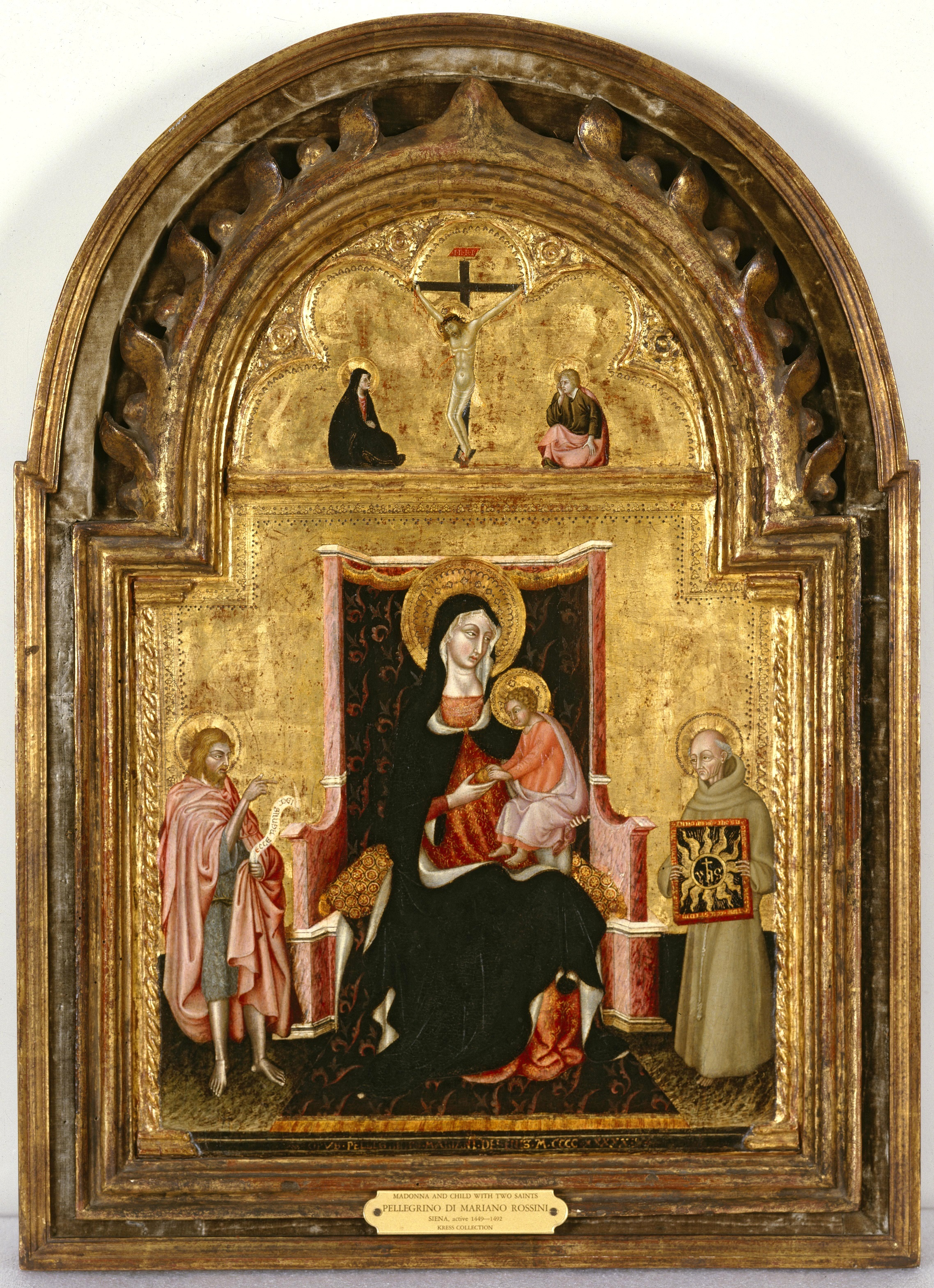
Thronende Jungfrau mit Kind, mit dem Heiligen Johannes und Bernhard von Siena
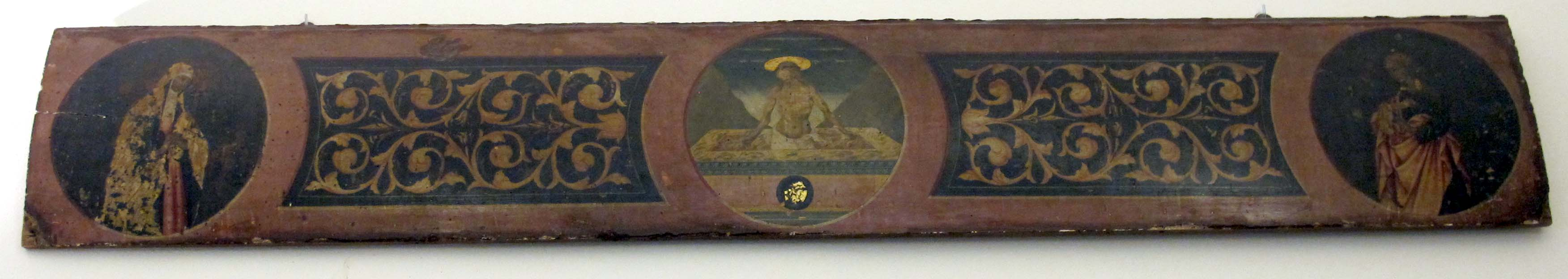
Christus im Grab mit Weinenden
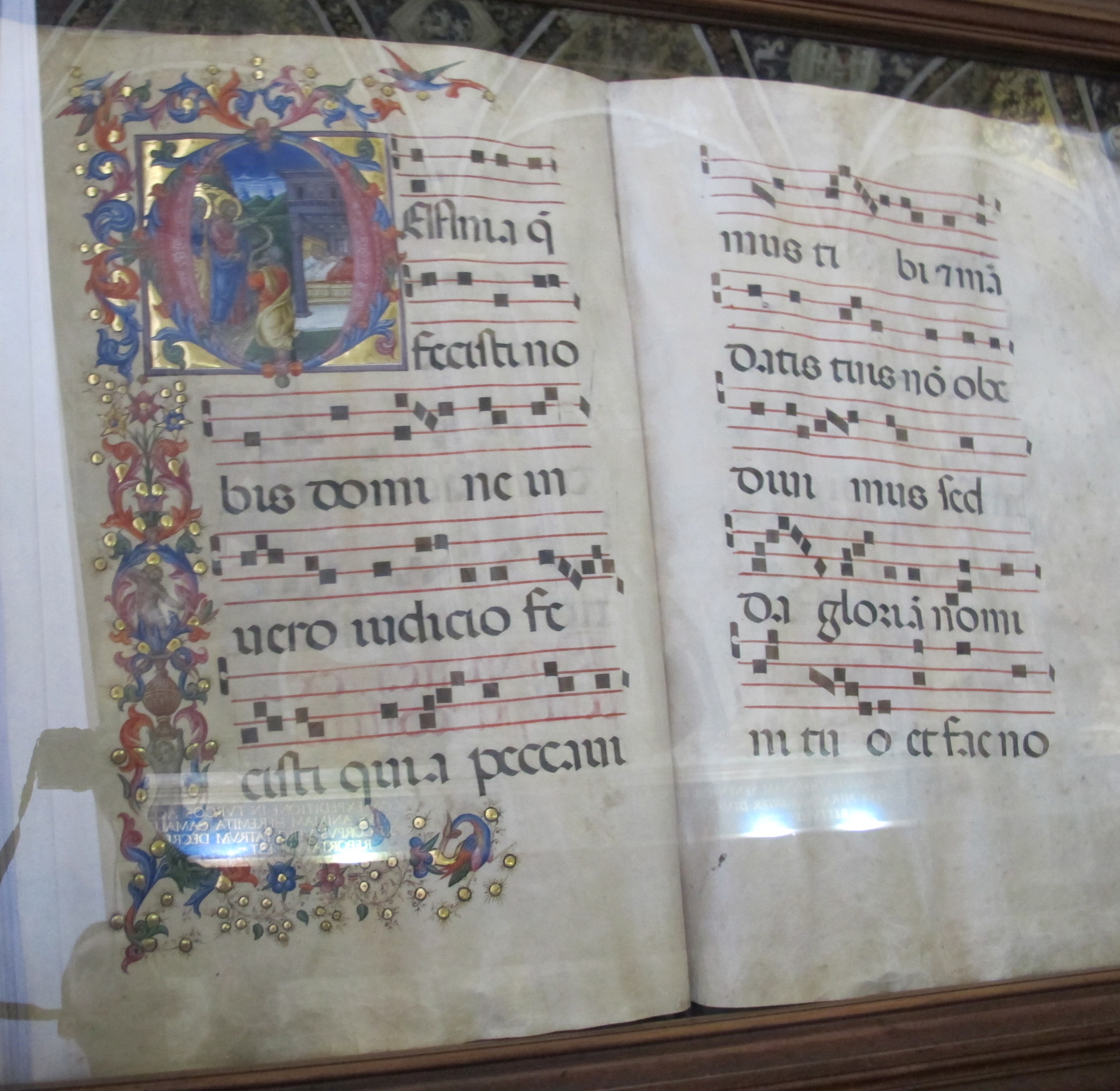
Graduale von Liberale da Verona, Francesco Rosselli und Pellegrino di Mariano